# 정진선
정진선(鄭鎭善, 1984년 1월 24일 ~ )은 대한민국의 펜싱 선수로 주 종목은 에페이다.
그는 2006년 아시안 게임과 2010년 아시안 게임의 에페 단체전에서 금메달 경험이 있다.
올림픽 출전도 두번 하였는데 2008년 하계 올림픽에서 그는 세계 랭킹 2위로 개인전에 참가하였다. 그러나, 그는 프랑스의 파브리스 자네에 15-11로 패하였다. 이후, 자네 선수는 은메달을 획득하였다. 2012년 하계 올림픽에서 그는 준결승까지 올라가 이 대회의 은메달리스트인 노르웨이의 바르토시 피아세츠키에 13-15로 아깝게 패하였다. 이후, 그는 미국의 웨스톤 켈시와의 동메달 결정전에서 연장전까지 가는 혈투 끝에, 20초를 남기고 투셰를 성공시키며 동메달을 획득하였다.

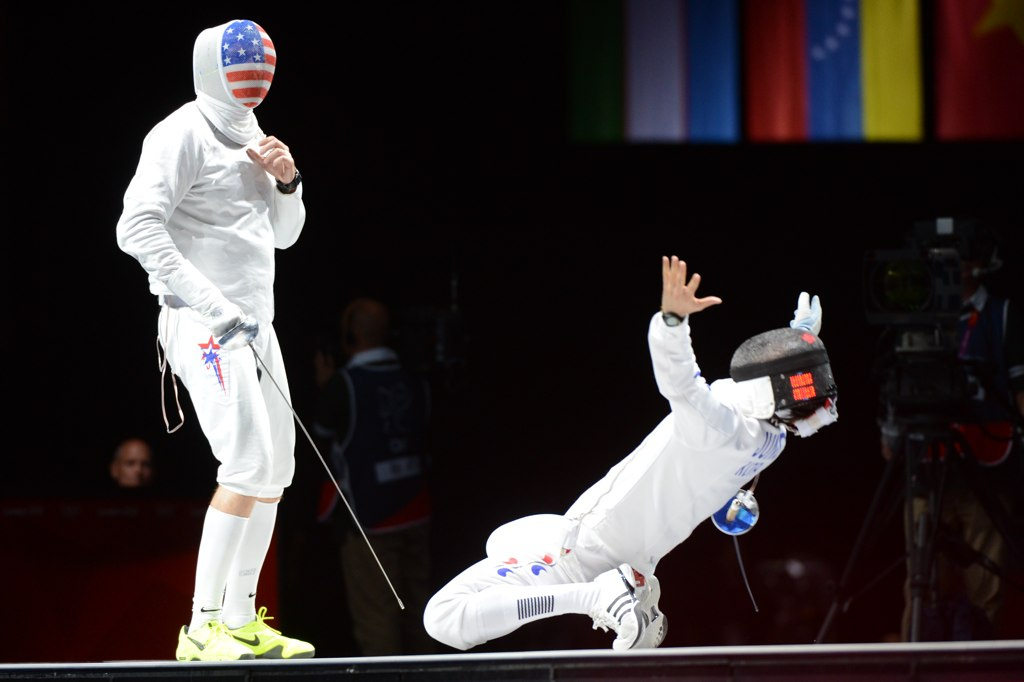
2012년 하계 올림픽 동메달을 확정지은 후 자축하는 정진선 (오른쪽)